# Чемпіонат Польщі з футболу 1925
4-й чемпіонат Польщі з футболу проводився серед переможців регіональних турнірів. У змаганні брали участь дев'ять команд. Формат чемпіонату передбачав проведення попереднього турніру у трьох групах (по 3 команди у кожній) і фінального раунду за груповою системою.
Чемпіоном Польщі 1925 року став львівський клуб «Погонь». Для команди цей чемпіонський титул став третім в історії. Найкращим бомбардиром турніру став гравець «Вісли» (Краків) — нападник Генрік Рейман, який відзначився 11 забитими м'ячами у ворота суперників.

## Північна група
| Місце | Команда             | О | І | В | Н | П | М+ | М- |
| ----- | ------------------- | - | - | - | - | - | -- | -- |
| 1.    | «Варта» (Познань)   | 6 | 4 | 3 | 0 | 1 | 11 | 6  |
| 2.    | ТКС (Торунь)        | 4 | 4 | 2 | 0 | 2 | 7  | 7  |
| 3.    | «Полонія» (Варшава) | 2 | 4 | 1 | 0 | 3 | 5  | 10 |

## Східна група
| Місце | Команда               | О | І | В | Н | П | М+ | М- |
| ----- | --------------------- | - | - | - | - | - | -- | -- |
| 1.    | «Погонь» (Львів)      | 8 | 4 | 4 | 0 | 0 | 12 | 1  |
| 2.    | «Погонь» (Вільно)     | 2 | 4 | 1 | 0 | 3 | 5  | 11 |
| 3.    | «Люблінянка» (Люблін) | 2 | 4 | 1 | 0 | 3 | 3  | 8  |

## Південна група
| Місце | Команда          | О | І | В | Н | П | М+ | М- |
| ----- | ---------------- | - | - | - | - | - | -- | -- |
| 1.    | «Вісла» (Краків) | 6 | 4 | 3 | 0 | 1 | 10 | 3  |
| 2.    | ЛКС (Лодзь)      | 6 | 4 | 3 | 0 | 1 | 9  | 4  |
| 3.    | АКС (Хожув)      | 0 | 4 | 0 | 0 | 4 | 0  | 12 |

Додатковий матч за перше місце відбувся у Львові:
- «Вісла» (Краків) — ЛКС (Лодзь) 6:3 (2:2)

## Фінальний етап
| Місце | Команда           | О | І | В | Н | П | М+ | М- |
| ----- | ----------------- | - | - | - | - | - | -- | -- |
| 1.    | «Погонь» (Львів)  | 7 | 4 | 3 | 1 | 0 | 8  | 3  |
| 2.    | «Варта» (Познань) | 3 | 4 | 1 | 1 | 2 | 5  | 12 |
| 3.    | «Вісла» (Краків)  | 2 | 4 | 1 | 0 | 3 | 6  | 4  |

## Склад чемпіона
«Погонь» (Львів): воротарі — Еміль Герліц, Мечислав Кухар, Богуслав Лахович: польові гравці — Мечислав Бач, Станіслав Дойчманн, Броніслав Фіхтель, Якуб Фіхтель, Юзеф Гарбень, Францишек Гебартовський, Едвард Гуліч, Кароль Ганке, Антоній Юрас, Вацлав Кухар, Альберт Маєр, Владислав Олеарчик, Юзеф Слонецький, Владислав Смашинський, Людвік Шабакевич, Жигмонт Уріх, Натан Цукер. Тренер — Карл Фішер.

## Найкращі бомбардири
- Генрік Рейман («Вісла») — 11
- Мечислав Бач («Погонь») — 9
- Стефан Шмідт («Варта») — 7